# Liste der Kulturdenkmäler in Wallmenroth
In der Liste der Kulturdenkmäler in Wallmenroth sind alle Kulturdenkmäler der rheinland-pfälzischen Ortsgemeinde Wallmenroth aufgelistet. Grundlage ist die Denkmalliste des Landes Rheinland-Pfalz (Stand: 4. Mai 2023).

## Einzeldenkmäler
| Bezeichnung | Lage              | Baujahr         | Beschreibung                                                                                             | Bild |
| ----------- | ----------------- | --------------- | --- | ---- |
| Glockenhaus | Dorfstraße 3 Lage | 19. Jahrhundert | ehemaliges Gemeindeversammlungs- und -backhaus; kleiner Fachwerkbau mit Glockentürmchen, 19. Jahrhundert | BW   |